# Selliguea oxyloba
Selliguea oxyloba là một loài thực vật có mạch trong họ Polypodiaceae. Loài này được (Wall. ex Kunze) Fraser-Jenk. mô tả khoa học đầu tiên năm 2008.